# Mysk
Mysk är en parfym med en speciell doft som utvinns ur olika djur och växter. Ursprungligen användes namnet endast för substanser utvunna ur ett starkt luktande ämne som körtlar i testiklarna på myskhjortar utsöndrar, men senare har det även använts för substanser utvunna ur andra djur och växter som har liknande lukt, till exempel myskoxen, myskråttan och myskmalvan (Mimulus moschatus). Numera används normalt istället syntetmaterial för att åstadkomma myskdoft i parfymer. 
För att utvinna parfymen tar man hela mysk-körteln från det dödade djuret och torkar den. Mysk av god kvalitet har en mörkt rödviolett färg, känns mjukt och oljigt och smakar beskt. Den kan lösas i kokhett vatten till en koncentration av ungefär 50 %, något sämre i alkohol. Mysk i luften ger en distinkt lukt, även i oerhört små koncentrationer och ingår som komponent i många olika parfymer.   
Substanser med myskliknande doft tillverkas också på syntetisk väg. Den första gjordes av Albert Baur, 1888. Föreningen som framställdes var trinitro-tertiär-butyl-toluol, C6H(CH3)(C(CH3)3)(NO2)3. Den tillverkas ur tertiär butylklorid, Cl.C(CH3)3, toluol och aluminiumklorid. Det kolväte som då bildas, tertiär butyltoluol, nitreras sedan med salpetersyra och svavelsyra. Senare har många liknande preparat tillverkats. Den speciella doften tycks höra samman med en symmetrisk konfiguration av tre kvävegrupper. 